# 艾翁島
艾翁島（俄语：Айо́н）是俄羅斯的島嶼，位於楚科奇半島對開的東西伯利亞海，由楚科奇自治區負責管轄，長63公里、寬38公里，面積2,000平方公里，2006年人口440。

## 外部連結
- （页面存档备份，存于） & Picture of Ayon Island （页面存档备份，存于）
- Geographic information
- Chenkuul （页面存档备份，存于）